# En bonne compagnie (film, 2004)
Pour les articles homonymes, voir En bonne compagnie.
Pour plus de détails, voir Fiche technique et Distribution.
En bonne compagnie (In Good Company) est un film américain réalisé par Paul Weitz, sorti en 2004.

## Synopsis
Dan Foreman (Dennis Quaid) est un cadre de la publicité pour une publication périodique. À la suite du rachat brutal de l'entreprise, Dan est placé sous les ordres d'un nouveau  patron, Carter Duryea (Topher Grace), qui a la moitié de son âge. La situation se complique quand Carter tombe amoureux d'Alex (Scarlett Johansson), la fille de Dan, une étudiante de 18 ans.

## Fiche technique
- Titre : En bonne compagnie
- Titre original : In Good Company
- Réalisation : Paul Weitz
- Scénario : Paul Weitz
- Production : Chris Weitz, Paul Weitz, Rodney M. Liber, Andrew Miano, Matt Eddy, Kerry Kohansky et Lawrence Pressman
- Sociétés de production : Universal Pictures et Depth of Field
- Musique : Damien Rice et Stephen Trask
- Photographie : Remi Adefarasin
- Montage : Myron I. Kerstein
- Décors : William Arnold
- Costumes : Molly Maginnis
- Pays de production : États-Unis
- Format : Couleurs - 1,85:1 - DTS / Dolby Digital / SDDS - 35 mm
- Genre : Comédie dramatique, comédie romantique
- Durée : 110 minutes
- Dates de sortie : 9 décembre 2004 (première à Hollywood), 14 janvier 2005 (États-Unis), 11 mai 2005 (France), 25 mai 2005 (Belgique)

## Distribution
- Dennis Quaid (V. F. : Bernard Lanneau ; V. Q. : Hubert Gagnon) : Dan Foreman
- Topher Grace (V. F. : Rémi Bichet ; V. Q. : Patrice Dubois) : Carter Duryea
- Scarlett Johansson (V. F. : Julia Vaidis-Bogard ; V. Q. : Camille Cyr-Desmarais) : Alex Foreman
- Marg Helgenberger (V. Q. : Élise Bertrand) : Ann Foreman
- David Paymer (V. Q. : Luis de Cespedes) : Morty
- Clark Gregg (V. F. : Guillaume Lebon ; V. Q. : Pierre Auger) : Mark Steckle
- Philip Baker Hall (V. Q. : Claude Préfontaine) : Eugene Kalb
- Selma Blair (V. Q. : Catherine Proulx-Lemay) : Kimberly
- Frankie Faison : Corwin
- Ty Burrell (V. F. : Frédéric Darie) : Enrique Colon
- Kevin Chapman (V. F. : Philippe Peythieu) : Lou
- Amy Aquino : Alicia
- Zena Grey (de) : Jana Foreman
- Malcolm McDowell (V. F. : Michel Paulin) : Teddy K
- John Cho : Petey

## Autour du film
- Le tournage a débuté le 15 mars 2004 et s'est déroulé à Los Angeles et New York.
- Le titre original du film était "Synergy". On peut voir des références à ce titre dans le film.
- Le nom de famille de Dan est "Foreman". Cela est aussi le nom de famille du personnage interprété par Topher Grace dans l'émission That '70s Show.
- Topher Grace a accepté le rôle en raison du fait que son père travaille dans l'industrie de la publicité.
- Ashton Kutcher a auditionné pour le rôle de Carter Duryea.
- Quelques scènes dans le film étaient filmées au dortoir de NYU, Hayden Hall.

## Bande originale
- Chain of Fools, interprété par Aretha Franklin
- Reeling in the Years, interprété par Steely Dan
- Solsbury Hill, interprété par Peter Gabriel
- Cannonball, interprété par Damien Rice
- Gone for Good, interprété par The Shins
- Naked as We Came, interprété par Iron & Wine
- Glass, Concrete & Stone, interprété par David Byrne
- Sister Surround, interprété par The Soundtrack of Our Lives
- Get wit Me, interprété par Fred Wreck et Dante Powell
- Sunset Soon Forgotten, interprété par Iron & Wine
- Besame Mucho, interprété par Diana Krall
- Ten Years Ahead, interprété par The Soundtrack of Our Lives
- Those to Come, interprété par The Shins
- The Trapeze Swinger, interprété par Iron & Wine

## Distinctions
Le film a été présenté en sélection officielle en compétition à la Berlinale 2005.